# Vaux-devant-Damloup
Vaux-devant-Damloup è un comune francese di 72 abitanti situato nel dipartimento della Mosa nella regione Grand Est.

## Storia
Il villaggio è stato costruito dopo la prima guerra mondiale e prende il nome dai due villaggi preesistenti di Vaux e Damloup, completamente distrutti durante la battaglia di Verdun nel 1916.

## Monumenti e luoghi d'interesse
- Fort Vaux

## Società

### Evoluzione demografica
Abitanti censiti